# استانهم اسپال
استانهم اسپال (به انگلیسی: Stonham Aspal) یک روستا و محله مدنی در بریتانیا است که در Mid Suffolk واقع شده‌است. استانهم اسپال ۶۰۱ نفر جمعیت دارد.